# Iglesia de Nuestra Señora de la Asunción (Copacabana)
La Iglesia de Nuestra Señora de la Asunción es un templo religioso de culto católico bajo la advocación de Nuestra Señora de la Asunción ubicada en el costado oriental del Parque Principal del municipio colombiano de Copacabana, Antioquia. Hace parte de la Arquidiócesis de Medellín.

## Historia
En 1715 se inauguró el primer templo, construido al frente del actual, luego es edificado el segundo (data de 1770) en el mismo lugar donde está el actual. Como el segundo templo era pequeño, fue remplazado cien años después en el mismo sitio por el templo actual; la obra, fue iniciada por el padre Carlos Mejía, continuada por los presbíteros José María Acosta y Julián Sanín; todo ello debido a la orden del primer obispo de Medellín, Valerio Antonio Jiménez cuando visitó en 1870 la parroquia de Copacabana. Remodelado posteriormente por Mario Escobar Serna, se le agregó la torre en 1943.
Se trata de una construcción de tres naves, diez pilastos y un arco toral; su altar es de estilo romano tardío con un camerino para la imagen tallada en cedro de estilo quiteño de Nuestra Señora de la Asunción.
En la actualidad la parroquia es administrada por el presbítero Héctor Mario Buitrago Suárez quien tomó las riendas como párroco de la comunidad en agosto de 2016.
Ejercen también su función pastoral los presbíteros Andrés Felipe Guzmán Guzmán y Carlos Mario Espinosa Muñoz

## Grupos Pastorales
- Comunidad Juvenil Generación Fuego: Viernes 7:00 p. m.
- Grupo de Ácolitos: Sábados 4:00 p. m.
- Comunidad CER: Lunes 7:00 p. m.
- Pastoral de la Salud: Martes 4:00 p. m.
- Grupo de Lectores SHEMA: Miércoles 7:00 p. m.
- Grupo Bíblico: Jueves 7:00 p. m.

## Horario de eucaristías
- Lunes a viernes: 6 a. m., 7 a. m., 8 a. m., 6:00 p. m.
- Sábado: 6 a. m., 7 a. m., 8 a. m., 6 p. m., 7 p. m. A las 4 p. m .se celebra la Eucaristía en el cementerio.
- Domingo: 6 a. m., 7 a. m., 8 a. m., 10 a. m., 12 p. m., 5 p .m., 6 p. m., 7 p. m.